# Medal Pamiątkowy Tyrolskiej Obrony Kraju
Medal Pamiątkowy Tyrolskiej Obrony Kraju (niem. Denkmünze and die Tiroler Landsverterteigung) – austriackie odznaczenie wojskowe.

## Historia
Odznaczenie istniało w kilku wersjach, a każda z nich była wykonana w formie srebrnej:
- Medal Pamiątkowy Tyrolskiej Obrony Kraju z 1848 roku (Denkmünze and die Tiroler Landsverterteigung vom Jahre 1848) – na wstążce biało-zielonej[2][3]
- Medal Pamiątkowy Tyrolskiej Obrony Kraju z 1859 roku (Denkmünze and die Tiroler Landsverterteigung vom Jahre 1859) – na wstążce zielonej z biało-czerwono-białym paskiem pośrodku, oblamowamyn czarnymi prążkami[2][3]
- Medal Pamiątkowy Tyrolskiej Obrony Kraju z 1866 roku (Denkmünze and die Tiroler Landsverterteigung vom Jahre 1866) – na wstążce biało-czerwonej[2][3]

Wersja medalu z 1866, na awersie posiadała inskrypcję o treści Kaiser Franz Joseph I. von Österreich (pol. Cesarz Austrii Franciszek Józef I) oraz wizerunek Franciszka Józefa I, a na rewersie napis Meinem treuen Volke von Tirol 1866 (pol. Mojemu Wiernemu Ludowi Tyrolu 1866).